# Stadion Garbarni w Krakowie
Stadion Garbarni w Krakowie – stadion piłkarski w Krakowie, na którym mecze domowe rozgrywa Garbarnia Kraków. Bezpośrednio obok stadionu znajduje się siedziba klubu.

## Charakterystyka stadionu
Obecny obiekt Garbarni położony jest przy ul. Rydlówka, na prawym brzegu Wilgi, inaczej niż poprzedni Stadion Garbarni przy ul. Barskiej, który znajdował się w samym sercu historycznego Ludwinowa po przeciwnej stronie rzeki.

### Stadion przed przebudową
Pierwotnie Stadion Garbarni przy ul. Rydlówka został oddany do użytku w 1990 roku. Posiadł licencję na rozgrywanie na nim meczów III ligi. Był obiektem typowo piłkarskim i nie jest wyposażony w bieżnię lekkoatletyczną. Pole gry stadionu było wyjątkowo dużych rozmiarów (ponad 5 metrów szersze i dłuższe niż jest to typowo spotykane na boiskach piłkarskich). Trybuny stadionu Garbarni były wyposażone w ławki z miejscami siedzącymi dla około 1000 widzów. Otaczały one boisko od zachodu (trybuna główna z ławkami) oraz od północy i południa (trybuny z miejscami stojącymi, pozbawione ławek ). W centralnej części trybuny głównej znajdował się zadaszony sektor z miejscami dla około 100 osób oraz budka spikera zawodów wraz z podwyższeniem umożliwiającym umieszczenie na nim kamer telewizyjnych do relacjonowania przebiegu meczu. Wydzielony sektor dla kibiców drużyn przyjezdnych znajduje się na trybunie południowej. Główne wejście na stadion prowadziło od ulicy Rydlówka, na ważniejsze mecze otwierane były również bramy od strony ulicy Konopnickiej.
W sierpniu 2010 roku dodatkowo obniżono do minimum ogrodzenie oddzielające trybunę główną od płyty boiska.

### Stadion po przebudowie
W latach 2013–2016 przeprowadzono generalną przebudowę stadionu. Zburzono stary budynek klubowy, część trybun, pozostawiając jedynie część północną, a boisko zostało obrócone o 90°. Zbudowano dwa nowe boiska treningowe (w tym jedno ze sztuczną murawą) oraz nowy budynek klubowy. Trybuna posiada miejsca dla mediów (ze stolikami) oraz sektor gości na 50 miejsc. Wejść na mecze można wyłącznie od strony ul. Konopnickiej.
W 2019 roku dobudowano zadaszenie na części trybuny, aby stadion spełniał wymogi organizacji meczów II ligi.

### Rozbudowa stadionu i plany na przyszłość[3][4]
W maju 2020 roku Garbarnia otrzymała pozwolenie na budowę nowej (południowej) trybuny, która miałaby pomieścić 1700 widzów oraz dopełniać wymogi infrastrukturalne I ligi. Docelowo, po dobudowaniu trybuny wschodniej i północnej, stadion ma spełniać wymogi kategorii III UEFA.
W dniach 12 września – 19 września 2021 roku na stadionie odbyły się rozgrywki grupowe Mistrzostw Europy 2020 w Amp Futbolu.